# SSC Neapol
Società Sportiva Calcio Napoli, zkráceně česky jen Neapol je italský fotbalový klub hrající v sezóně 2025/26 v 1. italské fotbalové lize sídlící ve městě Neapol v regionu Kampánie.
Klub byl založen 25. srpna 1926 jako Associazione Calcio Napoli průmyslníkem Giorgio Ascarelli. Ve skutečnosti za vznikem klubu ale stála změna označení na Foot-Ball Club Internazionale-Naples. To byl klub, který byl založen v roce 1922 v důsledku sloučení dvou dalších klubů z města: Naples Foot-Ball Club a Unione Sportiva Internazionale Napoli. Nejvyšší soutěž začali hrát již v sezoně 1926/27. V důsledku obtíží, se kterými se setkaly během vývoje války, byl klub v roce 1943 nucen ukončit činnost. Rok po zrušení, v roce 1944, se zrodily dvě odlišné společnosti: Società Sportiva Napoli, propagovaná novinářem Collanem a Società Polisportiva Napoli, založená dr. Scuottonem, z jehož sloučení v lednu 1945 vzniklo sdružení Associazione Polisportiva Napoli. Společnost nakonec obnovila jméno AC Napoli v roce 1947. Do konce války hráli v nejvyšší lize kromě sezony 1942/43 když hráli ve druhé lize. Za tohle období bylo nejlepší umístění v lize dvě třetí místa (1932/33, 1933/34). Dále osmifinále ve Středoevropském poháru v sezoně 1934.
V první sezoně 1945/46 po válce zničené Itálie se klub umístil na konečné páté příčce. Kvůli uplácení v zápase v sezoně 1947/48 byli klubu odečteny všechny body z tabulky a sestoupil tak do druhé ligy. V ní strávili dvě sezony a postoupili zpět do Nejvyšší ligy. Další sestup byl v sezoně 1960/61. Postup si zajistili v nejrychlejší možné době a dokonce v ročníku 1961/62 získali italský pohár, když porazili S.P.A.L. 2:1. V Evropských pohárech hráli v ročníku 1962/63 o pohár PVP, jenže ve čtvrtfinále je zastavil jugoslávský klub OFK Bělehrad.
Dne 25. června 1964 se klub přejmenoval na Società Sportiva Calcio Neapol. Klub se úspěchu dočká v sezoně 1967/68 když končí jako druhý v tabulce. Dne 18. ledna 1969 je klub na pokraji finančního kolapsu a tak je zachraňuje Corrado Ferlaino, který zahájil nejdelší a nejúspěšnější předsednictví v historii klubu. Klubu se dvakrát podaří dosáhnout třetího místa (1970/71 a 1973/74) a druhého místa (1974/75). V ročníku 1975/76 získali italský pohár a dokráčeli do semifinále PVP v ročníku 1976/77.
Den 30. červen roku 1984 je nejpamátnější den v historii klubu. Klub koupil ze španělského klubu FC Barcelona za té doby rekordních 15 miliard lir argentinského fotbalistu Maradonu. Díky němu se klub stal mistrem ligy v sezoně 1986/87 i italský pohár. Jenže v poháru PMEZ končí v 1. kole. Klub se upevnil na vrcholu italského fotbalu. Dvakrát se klub umisťuje na druhém místě (1987/88 a 1988/89) a sezonu 1989/90 ukončuje druhým titulem v historii. V ročníku 1988/89 klub vyhrává Pohár UEFA.
Po odchodu Maradony v roce 1991 se klub již nedostává na přední příčky. Pád přichází v sezoně 1997/98. Klub skončil na posledním místě a čekaly jej zápasy ve druhé lize. Dne 30. července roku 2004 hlásí klub bankrot a zánik. V srpnu se podnikatel Aurelio De Laurentiis zakládá klub nový: Napoli Soccer a je zapsán do třetí ligy. Nový majitel 23. května 2006 dodržující slib, který v době jeho získání slíbil, vrátil klubu původní název Società Sportiva Calcio Napoli. To již klub začíná hrát druhou ligu. Od sezony 2010/11 do 2018/19 má klub úspěšné období. Vyhrává dvakrát italský pohár (2011/12 a 2013/14), umísťuje se čtyřikrát na druhém místě a třikrát na třetím místě v lize. V Evropské lize v ročníku 2014/15 dokráčel do semifinále.
Nejvyšší soutěž hrál ve 83 sezonách (nepřetržitě od sezony 2007/08). Serii A hrál nejdéle 33 sezon (1965/66 až 1997/98).
Ve druhé lize klub odehrál 12 sezon a vyhrál ji 1x.

## Změny názvu klubu
- - 1926/27 – 1943/44 – AC Neapol (Associazione Calcio Napoli)
  - 1944 – SS Neapol (Società Sportiva Napoli)
  - 1945 – AP Neapol (Associazione Polisportiva Napoli)
  - 1945/46 – 1963/64 – AC Neapol (Associazione Calcio Napoli)
  - 1964/65 – 2003/04 – SSC Neapol (Società Sportiva Calcio Napoli)
  - 2004/05 – 2005/06 – Neapol Soccer (Napoli Soccer)
  - 2006/07 – SSC Neapol (Società Sportiva Calcio Napoli)

## Získané trofeje

### Vyhrané domácí soutěže
- 1. italská liga ( 4x )

1986/87, 1989/90, 2022/23, 2024/25
- 2. italská liga ( 1x )

1949/50
- 3. italská liga ( 1x )

2005/06
- Italský pohár ( 6x )

1961/62, 1975/76, 1986/87, 2011/12, 2013/14, 2019/20
- Italský superpohár ( 2x )

1990, 2014

### Vyhrané mezinárodní soutěže
- Pohár UEFA ( 1× )

1988/89

#### Medailové umístění
| Medaile umístění   | Sezona                                                                                            |
| ------------------ | ------------------------------------------------------------------------------------------------- |
| Serie A            | 1986/87, 1989/90, 2022/23, 2024/25                                                                |
| Serie A            | 1967/68, 1974/75, 1987/88, 1988/89, 2012/13, 2015/16, 2017/18, 2018/19                            |
| Serie A            | 1932/33, 1933/34, 1965/66, 1970/71, 1973/74, 1980/81, 1985/86, 2010/11, 2013/14, 2016/17, 2021/22 |
| Italský pohár      | 1961/62, 1975/76, 1986/87, 2011/12, 2013/14, 2019/20                                              |
| Italský pohár      | 1971/72, 1977/78, 1988/89, 1996/97                                                                |
| Italský superpohár | 1990, 2014                                                                                        |
| Italský superpohár | 2012, 2020, 2023                                                                                  |
| Pohár UEFA         | 1988/89                                                                                           |

## Soupiska
Aktuální k 3. 2. 2025
| Číslo |           | Pozice | Hráč                  |
| ----- | --------- | ------ | --------------------- |
| 1     | Itálie    | B      | Alex Meret            |
| 4     | Itálie    | O      | Alessandro Buongiorno |
| 5     | Brazílie  | O      | Juan Jesus            |
| 6     | Skotsko   | Z      | Billy Gilmour         |
| 7     | Brazílie  | Ú      | David Neres           |
| 8     | Skotsko   | Z      | Scott McTominay       |
| 9     | Švýcarsko | Ú      | Noah Okafor           |
| 11    | Belgie    | Ú      | Romelu Lukaku         |
| 12    | Itálie    | B      | Claudio Turi          |
| 13    | Kosovo    | O      | Amir Rrahmani         |
| 14    | Itálie    | B      | Nikita Contini        |
| 15    | Dánsko    | Z      | Philip Billing        |
| 16    | Španělsko | O      | Rafa Marín            |

| Číslo |           | Pozice | Hráč                          |
| ----- | --------- | ------ | ----------------------------- |
| 17    | Uruguay   | O      | Mathias Olivera               |
| 18    | Argentina | Ú      | Giovanni Simeone              |
| 21    | Itálie    | Ú      | Matteo Politano               |
| 22    | Itálie    | O      | Giovanni Di Lorenzo (kapitán) |
| 26    | Belgie    | Ú      | Cyril Ngonge                  |
| 29    | Itálie    | Z      | Luis Hasa                     |
| 30    | Itálie    | O      | Pasquale Mazzocchi            |
| 37    | Itálie    | O      | Leonardo Spinazzola           |
| 68    | Slovensko | Z      | Stanislav Lobotka             |
| 81    | Itálie    | Ú      | Giacomo Raspadori             |
| 96    | Itálie    | B      | Simone Scuffet                |
| 99    | Kamerun   | Z      | André Zambo Anguissa          |

## Účast v ligách
| Úroveň soutěže | Název soutěže (nynější název) | První hraná sezona | Poslední hraná sezona | celkem odehraných sezon |
| -------------- | ----------------------------- | ------------------ | --------------------- | ----------------------- |
| 1              | Serie A                       | 1926/27            | 2025/26               | 84                      |
| 2              | Serie B                       | 1922/23            | 2006/07               | 12                      |
| 3              | Serie C                       | 2004/05            | 2005/06               | 2                       |

Historická tabulka Serie A od sezony 1929/30 do 2024/25.
| Celkové místo | Odehraných sezon | Celkem bodů | Celkem zápasů | Celkem výher | Celkem remíz | Celkem proher | Celkové skore |
| ------------- | ---------------- | ----------- | ------------- | ------------ | ------------ | ------------- | ------------- |
| 7             | 79               | 3416        | 2660          | 1094         | 811          | 755           | 3671:3000     |

## Fotbalisté

### Podle oficiálních zápasů
| Celkový počet zápasů | Celkový počet zápasů | Celkový počet zápasů |  | V lize | V lize               | V lize |  | V domácím poháru | V domácím poháru     | V domácím poháru |  | V Evropských pohárech | V Evropských pohárech | V Evropských pohárech |
| Pořadí               | Jméno                | Počet                |  | Pořadí | Jméno                | Počet  |  | Pořadí           | Jméno                | Počet            |  | Pořadí                | Jméno                 | Počet                 |
| 1.                   | Marek Hamšík         | 520                  |  | 1.     | Marek Hamšík         | 408    |  | 1.               | Giuseppe Bruscolotti | 96               |  | 1.                    | Marek Hamšík          | 80                    |
| 2.                   | Giuseppe Bruscolotti | 511                  |  | 2.     | Giuseppe Bruscolotti | 387    |  | 2.               | Antonio Juliano      | 72               |  | 2.                    | Dries Mertens         | 79                    |
| 3.                   | Antonio Juliano      | 505                  |  | 3.     | Antonio Juliano      | 355    |  | 3.               | Moreno Ferrario      | 70               |  | 3.                    | Lorenzo Insigne       | 73                    |
| 4.                   | Lorenzo Insigne      | 434                  |  | 4.     | Lorenzo Insigne      | 337    |  | 4.               | Luigi Pogliana       | 48               |  | 4.                    | José María Callejón   | 69                    |
| 5.                   | Dries Mertens        | 397                  |  | 5.     | Moreno Ferrario      | 310    |  | 5.               | Ciro Ferrara         | 47               |  | 5.                    | Kalidou Koulibaly     | 64                    |
| 6.                   | Moreno Ferrario      | 396                  |  | 6.     | Dries Mertens        | 295    |  | 6.               | Diego Maradona       | 46               |  | 6.                    | Piotr Zieliński       | 64                    |
| 7.                   | Piotr Zieliński      | 364                  |  | 7.     | Piotr Zieliński      | 281    |  | 7.               | Claudio Vinazzani    | 45               |  | 7.                    | Christian Maggio      | 53                    |
| 8.                   | José María Callejón  | 349                  |  | 8.     | Ottavio Bugatti      | 256    |  | 8.               | Luciano Castellini   | 44               |  | 8.                    | Faouzi Ghoulam        | 45                    |
| 9.                   | Ciro Ferrara         | 322                  |  | 9.     | José María Callejón  | 255    |  | 9.               | Fernando De Napoli   | 43               |  | 9.                    | Raúl Albiol           | 44                    |
| 10.                  | Kalidou Koulibaly    | 317                  |  | 10.    | Ciro Ferrara         | 247    |  | 10.              | Giovanni Francini    | 42               |  | 10.                   | Allan                 | 42                    |

### Podle vstřelených branek
| Celkový počet branek | Celkový počet branek | Celkový počet branek |  | V lize | V lize           | V lize |  | V domácím poháru | V domácím poháru                                    | V domácím poháru |  | V Evropských pohárech | V Evropských pohárech | V Evropských pohárech |
| Pořadí               | Jméno                | Počet                |  | Pořadí | Jméno            | Počet  |  | Pořadí           | Jméno                                               | Počet            |  | Pořadí                | Jméno                 | Počet                 |
| 1.                   | Dries Mertens        | 148                  |  | 1.     | Dries Mertens    | 113    |  | 1.               | Diego Maradona                                      | 24               |  | 1.                    | Dries Mertens         | 28                    |
| 2.                   | Lorenzo Insigne      | 122                  |  | 2.     | Antonio Vojak    | 102    |  | 2.               | Giuseppe Savoldi                                    | 19               |  | 2.                    | Edinson Cavani        | 19                    |
| 3.                   | Marek Hamšík         | 121                  |  | 3.     | Marek Hamšík     | 100    |  | 3.               | Careca                                              | 15               |  | 3.                    | Lorenzo Insigne       | 18                    |
| 4.                   | Diego Maradona       | 115                  |  | 4.     | Lorenzo Insigne  | 96     |  | 4.               | Bruno Giordano                                      | 14               |  | 4.                    | Marek Hamšík          | 16                    |
| 5.                   | Attila Sallustro     | 108                  |  | 5.     | Diego Maradona   | 81     |  | 5.               | Andrea Carnevale                                    | 12               |  | 5.                    | Gonzalo Higuaín       | 15                    |
| 6.                   | Edinson Cavani       | 104                  |  | 6.     | Edinson Cavani   | 78     |  | 6.               | José Altafini                                       | 11               |  | 6.                    | Piotr Zieliński       | 13                    |
| 7.                   | Antonio Vojak        | 103                  |  | 7.     | Attila Sallustro | 78     |  | 7.               | Antonio Juliano                                     | 10               |  | 7.                    | José María Callejón   | 12                    |
| 8.                   | José Altafini        | 97                   |  | 8.     | Careca           | 73     |  | 8.               | Giorgio Braglia                                     | 9                |  | 8.                    | Victor Osimhen        | 11                    |
| 9.                   | Careca               | 96                   |  | 9.     | José Altafini    | 71     |  | 9.               | Giuseppe Massa+ Claudio Pellegrini+ Lorenzo Insigne | 8                |  | 9.                    | Arkadiusz Milik       | 9                     |
| 10.                  | Gonzalo Higuaín      | 91                   |  | 10.    | Gonzalo Higuaín  | 71     |  |                  |                                                     |                  |  | 10.                   | Careca                | 8                     |

### Rekordní přestupy
| Nákup  | Nákup                | Nákup     | Nákup               | Nákup          |  | Prodej | Prodej               | Prodej    | Prodej      | Prodej         |
| Pořadí | Jméno                | sezona    | klub                | částka         |  | Pořadí | Jméno                | sezona    | klub        | částka         |
| 1.     | Victor Osimhen       | 2020/2021 | Lille               | 78,9 mil. Euro |  | 1.     | Gonzalo Higuaín      | 2016/2017 | Juventus    | 90 mil. Euro   |
| 2.     | Hirving Lozano       | 2013/2014 | Eindhoven           | 50 mil. Euro   |  | 2.     | Victor Osimhen       | 2025/2026 | Galatasaray | 75 mil. Euro   |
| 3.     | Gonzalo Higuaín      | 2019/2020 | Real Madrid         | 39 mil. Euro   |  | 3.     | Chviča Kvaracchelija | 2024/2025 | PSG         | 70 mil. Euro   |
| 4.     | Konstantinos Manolas | 2019/2020 | Řím                 | 36 mil. Euro   |  | 4.     | Edinson Cavani       | 2013/2014 | PSG         | 64,5 mil. Euro |
| 5.     | Alessandro Buogiorno | 2024/2025 | Turín               | 35 mil. Euro   |  | 5.     | Jorginho             | 2018/2019 | Chelsea     | 57 mil. Euro   |
| 6.     | Arkadiusz Milik      | 2016/2017 | Ajax                | 32 mil. Euro   |  | 6.     | Kim Min-če           | 2023/2024 | Bayern      | 42 mil. Euro   |
| 7.     | Sam Beukema          | 2025/2026 | Boloňa              | 31 mil. Euro   |  | 7.     | Kalidou Koulibaly    | 2022/2023 | Chelsea     | 41,9 mil. Euro |
| 8.     | Scott McTominay      | 2024/2025 | Manchester United   | 30,5 mil. Euro |  | 8.     | Ezequiel Lavezzi     | 2012/2013 | PSG         | 30 mil. Euro   |
| 9.     | Romelu Lukaku        | 2024/2025 | Chelsea             | 30 mil. Euro   |  | 9.     | Allan                | 2020/2021 | Everton     | 24,6 mil. Euro |
| 10.    | Jesper Lindstrøm     | 2023/2024 | Eintracht Frankfurt | 30 mil. Euro   |  | 10.    | Elif Elmas           | 2023/2024 | Lipsko      | 24 mil. Euro   |

## Nejlepší střelci v soutěžích
| Nejlepší střelci v lize (4 prvenství) | Nejlepší střelci v pohárech (9)                         |
| ------------------------------------- | ------------------------------------------------------- |
| Diego Maradona (1987/88) 15 branek    | Glauco Gilardoni (1961/62) 3 branky                     |
| Edinson Cavani (2012/13) 29 branek    | Cané (1964/65) 3 branky                                 |
| Gonzalo Higuaín (2015/16) 36 branek   | Giuseppe Savoldi (1977/78) 12 branek                    |
| Victor Osimhen (2022/23) 26 branek    | Giuseppe Damiani (1979/80) 6 branek                     |
|                                       | Bruno Giordano (1986/87) 10 branek                      |
|                                       | Diego Maradona (1987/88) 8 branek                       |
|                                       | Edinson Cavani (2011/12) 5 branek                       |
|                                       | Lorenzo Insigne+ José María Callejón (2013/14) 3 branky |

## Na velkých turnajích

### Vítězové Mistrovství světa
- Giuseppe Cavanna (MS 1934)
- Diego Maradona (MS 1986)

### Účastníci Mistrovství světa
- Antonio Juliano (MS 1966)
- Dino Zoff (MS 1970)
- Antonio Juliano (MS 1970)
- Antonio Juliano (MS 1974)
- Salvatore Bagni (MS 1986)
- Ciro Ferrara (MS 1990)
- Fernando De Napoli (MS 1990)
- Andrea Carnevale (MS 1990)
- Diego Maradona (MS 1990)
- Alemão (MS 1990)
- Careca (MS 1990)
- Jonas Thern (MS 1994)
- Bertrand Crasson (MS 1998)
- Roberto Ayala (MS 1998)
- Aljoša Asanović (MS 1998)
- Christian Maggio (MS 2010)
- Morgan De Sanctis (MS 2010)
- Fabio Quagliarella (MS 2010)
- Walter Gargano (MS 2010)
- Marek Hamšík (MS 2010)
- Lorenzo Insigne (MS 2014)
- Henrique (MS 2014)
- Raúl Albiol (MS 2014)
- Pepe Reina (MS 2014)
- Juan Camilo Zúñiga (MS 2014)
- Gökhan Inler (MS 2014)
- Valon Behrami (MS 2014)
- Blerim Džemaili (MS 2014)
- Gonzalo Higuaín (MS 2014)
- Federico Fernández (MS 2014)
- Faouzi Ghoulam (MS 2014)
- Dries Mertens (MS 2014)
- Mário Rui (MS 2018)
- Pepe Reina (MS 2018)
- Dries Mertens (MS 2018)
- Arkadiusz Milik (MS 2018)
- Piotr Zieliński (MS 2018)
- Kalidou Koulibaly (MS 2018)
- Hirving Lozano (MS 2022)
- Piotr Zieliński (MS 2022)
- André-Frank Zambo Anguissa (MS 2022)
- Kim Min-če (MS 2022)
- Mathías Olivera (MS 2022)

### Vítězové Mistrovství Evropy
- Antonio Juliano (ME 1968)
- Dino Zoff (ME 1968)
- Giovanni Di Lorenzo (ME 2020)
- Lorenzo Insigne (ME 2020)
- Alex Meret (ME 2020)

### Účastníci Mistrovství Evropy
- Mauro Bellugi (ME 1980)
- Ciro Ferrara (ME 1988)
- Giovanni Francini (ME 1988)
- Fernando De Napoli (ME 1988)
- Francesco Romano (ME 1988)
- Laurent Blanc (ME 1992)
- György Garics (ME 2008)
- Christian Maggio (ME 2012)
- Morgan De Sanctis (ME 2012)
- Lorenzo Insigne (ME 2016)
- Elseid Hysaj (ME 2016)
- Vlad Chiricheș (ME 2016)
- Marek Hamšík (ME 2016)
- Ivan Strinić (ME 2016)
- Dries Mertens (ME 2016)
- Dries Mertens (ME 2020)
- Eljif Elmas (ME 2020)
- Fabián Ruiz (ME 2020)
- Piotr Zieliński (ME 2020)
- Stanislav Lobotka (ME 2020)
- Giovanni Di Lorenzo (ME 2024)
- Giacomo Raspadori (ME 2024)
- Alex Meret (ME 2024)
- Piotr Zieliński (ME 2024)
- Stanislav Lobotka (ME 2024)
- Chviča Kvaracchelija (ME 2024)

### Vítězové Copa América
- Alemão (CA 1989)
- Edinson Cavani (CA 2011)
- Walter Gargano (CA 2011)
- Allen (CA 2019)

### Účastníci Copa América
- Careca (CA 1987)
- Diego Maradona (CA 1987)
- Diego Maradona (CA 1989)
- Freddy Rincón (CA 1995)
- André Cruz (CA 1995)
- Gonzalo Martínez (CA 2004)
- Juan Camilo Zúñiga (CA 2011)
- Ezequiel Lavezzi (CA 2011)
- Juan Camilo Zúñiga (CA 2015)
- Mariano Andújar (CA 2015)
- Gonzalo Higuaín (CA 2015)
- Gonzalo Higuaín (CA 2016)
- David Ospina (CA 2019)
- David Ospina (CA 2021)
- Mathías Olivera (CA 2024)

### Vítězové Afrického poháru národů
- Adam Ounas (APN 2019)
- Kalidou Koulibaly (APN 2021)

### Účastníci Afrického poháru národů
- Fauzí Ghulám (APN 2015)
- Omar El Kaddouri (APN 2017)
- Kalidou Koulibaly (APN 2017)
- Fauzí Ghulám (APN 2017)
- Kalidou Koulibaly (APN 2019)
- Amadou Diawara (APN 2019)
- Adam Ounas (APN 2021)
- André-Frank Zambo Anguissa (APN 2021)
- André-Frank Zambo Anguissa (APN 2023)
- Victor Osimhen (APN 2023)

### Vítězové Olympijských her
- Nicolás Navarro (OH 2008)
- Ezequiel Lavezzi (OH 2008)

### Účastníci Olympijských her
- Fabio Pecchia (OH 1996)
- Roberto Ayala (OH 1996)
- Marek Jankulovski (OH 2000)
- Edinson Cavani (OH 2012)